# Pedro I van Kongo
Pedro I van Kongo, ook bekend als Pedro I Nkanga a Mvemba was de Mwene Kongo van het Koninkrijk Kongo uit de Kibala-Kanda van 1543 tot zijn afzetting in 1545.

## Levensloop
Pedro I was de zoon van koning Afonso I van Kongo en volgde hem op in 1543. Hij behoorde tot een afgesplitste Kanda, bekend als de Kibala (Portugees: Quibala) of de hofpartij, die haar wortels had in het huis Kilukeni. Zijn heerschappij was echter van korte duur, aangezien hij werd afgezet door zijn neef, Diogo I Nkumbi a Mpudi, de kleinzoon van Afonso I. De gebeurtenissen rond zijn afzetting en de daaropvolgende periode werden vastgelegd in een onderzoek dat werd uitgevoerd na Pedro’s mislukte poging om de troon te heroveren.

### Asiel en samenzwering
Tijdens zijn afzetting wist Pedro I asiel te vinden in een van de kerken van M’banza-Kongo. Koning Diogo I aarzelde om hem daaruit te verwijderen, waardoor Pedro de kans kreeg om vanuit de kerk een complot tegen Diogo te smeden. De details van deze samenzwering zijn goed bewaard gebleven, aangezien Diogo in 1550 een officieel onderzoek instelde. Een kopie van dit onderzoek is bewaard gebleven in de Portugese archieven en werd in 1877 gepubliceerd door Paiva Manso.
Uit het onderzoek bleek dat Pedro veel aanhangers had binnen het koninkrijk. Hoewel veel van zijn bondgenoten lagere ambten bekleedden, waren veel hooggeplaatste functionarissen terughoudend om hem te steunen, uit angst voor vergelding door Diogo. Zijn belangrijkste bondgenoot en neef, Rodrigo de Santa Maria, vluchtte naar São Tomé, waar hij mogelijk een plantage bezat, en probeerde steun te verkrijgen in Portugal en zelfs in Rome. Het was een onderschepte brief van Pedro aan zijn neef, waarin hij om hulp vroeg, die Diogo ertoe bracht het onderzoek te starten en een kopie ervan naar Portugal te sturen, met de eis dat Santa Maria zou worden uitgeleverd.

## Verder lezen
- Thornton, John (2001). The Origins and Early History of the Kingdom of Kongo, c. 1350-1550. The International Journal of African Historical Studies 34 (1): 89–120. DOI: 10.2307/3097288.  Published by Boston University.